# كبزرة (ماهلية)

تعديل مصدري - تعديل

كبزرة هي إحدى قرى عزلة قانية بمديرية ماهلية التابعة لمحافظة مأرب، بلغ تعداد سكانها 98 نسمة حسب تعداد اليمن لعام 2004.